# Jブンガク
『Jブンガク』（ジェイブンガク）は、NHK Eテレで2009年3月31日から2012年3月29日まで放送された語学教育番組。英語講座番組であり、英語に翻訳した日本文学の作品を紹介している。

## 概要
様々な日本文学作品が海外からの視点ではどのように表現されているのかを重点とし、各文学作品の一節を英語に翻訳して紹介している。NHKエデュケーショナルとフジサンケイグループの共同テレビジョンによる共同制作番組である。
『Jブンガク』は、2009年度には依布サラサとロバート・キャンベル（東京大学教授）が各作品について語り合う「日本語トーク版」（以下日本語版）とロバート・キャンベルが紹介作品について英語で解説する「英語語り版」（以下英語版）の2種類があり、本放送では原則として隔週で放送された。なお、2010年度・2011年度はファッションモデルの杏が番組を担当。杏とロバート・キャンベルが作品について対談する「トーク編」と加賀美セイラとのトークが収録された「朗読編」を放送した。
また、東京メトロポリタンテレビジョン（TOKYO MX）でも2009年度の作品が一部放送された。後、2010年分も放送している。

## 放送時間

### 本放送
- 2009年度、2010年度
  - 火曜日 - 金曜日：0:25 - 0:30（月曜日 - 木曜日深夜）
- 2011年度
  - 月曜日 - 木曜日：23:50 - 23:55

### 再放送
- 2009年度上期
  - 月曜日 - 木曜日：6:25 - 6:30
- 2009年度下期
  - 月曜日 - 木曜日：6:25 - 6:30
  - 月曜日 - 木曜日：12:30 - 12:40（日本語版と英語版両方を放送）
- 2010年度
  - 月曜日 - 木曜日：6:40 - 6:45
  - 月曜日 - 木曜日：13:50 - 13:55
- 2011年度
  - 月曜日 - 木曜日：6:20 - 6:25

## 出演者

### 2009年度
- 依布サラサ（日本語版のみ）
  - 番組主題歌「夜空のおりがみ」を手掛けた他に、各作品のキャッチコピーを付けた。
- ロバート・キャンベル（日本語版・英語版）
- クリス・ペプラー（ナレーション）

### 2010年・2011年度
- 杏（日本語の原文朗読も担当）
- ロバート・キャンベル（トーク編）
- 加賀美セイラ（朗読編、英語文朗読も担当）
- 音楽：Q;indivi「Kaze-to-uwasa」

## 作品リスト
| 放送日                                     | 著者         | 作品名               |
| ------------------------------------------ | ------------ | -------------------- |
| 2009年3月31日                              | 福澤諭吉     | 学問のすゝめ         |
| 2009年4月1日                               | 夏目漱石     | 三四郎               |
| 2009年4月2日                               | 久米正雄     | 受験生の手記         |
| 2009年4月3日                               | 山田詠美     | ぼくは勉強ができない |
| 2009年4月14日                              | 井原西鶴     | 好色一代男           |
| 2009年4月15日                              | 久米邦武     | 米欧回覧実記         |
| 2009年4月16日                              | 森鷗外       | 舞姫                 |
| 2009年4月17日                              | 開高健       | オーパ!              |
| 2009年4月28日                              | 作者不詳     | 薄雪物語             |
| 2009年4月29日                              | 井原西鶴     | 万の文反古           |
| 2009年4月30日                              | 岡本かの子   | 或る男の恋文書式     |
| 2009年5月1日                               | 谷崎潤一郎   | 松子夫人への手紙     |
| 2009年5月12日                              | 作者不詳     | 平家物語             |
| 2009年5月13日                              | 滝沢馬琴     | 南総里見八犬伝       |
| 2009年5月14日                              | 尾崎紅葉     | 金色夜叉             |
| 2009年5月15日                              | 徳富蘆花     | 思出の記             |
| 2009年6月2日                               | 柏木如亭     | 詞本草               |
| 2009年6月3日                               | 仮名垣魯文   | 安愚楽鍋             |
| 2009年6月4日                               | 北原白秋     | 桐の花               |
| 2009年6月5日                               | 河野多恵子   | 骨の肉               |
| 2009年6月16日                              | 清少納言     | 枕草子               |
| 2009年6月17日                              | 自堕落先生   | 労四狂               |
| 2009年6月18日                              | 橘曙覧       | 独楽吟               |
| 2009年6月19日                              | 野坂昭如     | アメリカひじき       |
| 2009年6月30日                              | 鴨長明       | 方丈記               |
| 2009年7月1日                               | 大田南畝     | 夢の浮橋             |
| 2009年7月2日                               | 幸田文       | きもの               |
| 2009年7月3日                               | 谷崎潤一郎   | 細雪                 |
| 2009年7月14日                              | 松尾芭蕉     | 奥の細道             |
| 2009年7月15日                              | 若山牧水     | 海の声               |
| 2009年7月16日                              | 中里介山     | 大菩薩峠             |
| 2009年7月17日                              | 林芙美子     | 放浪記               |
| 2009年7月28日                              | 浅井了意     | 伽婢子               |
| 2009年7月29日                              | 内田百閒     | 冥途                 |
| 2009年7月30日                              | 江戸川乱歩   | 屋根裏の散歩者       |
| 2009年7月31日                              | 川上弘美     | 蛇を踏む             |
| 2009年8月11日                              | 二葉亭四迷   | 浮雲                 |
| 2009年8月13日                              | 宮沢賢治     | 祭の晩               |
| 2009年8月18日                              | 作者不詳     | 竹取物語             |
| 2009年8月19日                              | 上田秋成     | 雨月物語             |
| 2009年8月20日                              | 幸田露伴     | 風流仏               |
| 2009年8月21日                              | 三島由紀夫   | 黒蜥蜴               |
| 2009年9月1日                               | 作者不詳     | 曽我物語             |
| 2009年9月2日                               | 近松門左衛門 | 心中天の網島         |
| 2009年9月3日                               | 井上ひさし   | 汚点                 |
| 2009年9月4日                               | 江國香織     | 間宮兄弟             |
| 2009年9月15日                              | 紀貫之       | 土佐日記             |
| 2009年9月16日                              | 有島武郎     | 或る女               |
| 2009年9月17日                              | 小林多喜二   | 蟹工船               |
| 2009年9月18日                              | 石原慎太郎   | 太陽の季節           |
| 2010年3月30日 - 4月2日・4月6日 - 4月9日    | 太宰治       | ヴィヨンの妻         |
| 2010年4月13日 - 4月16日・4月20日 - 4月23日 | 森鷗外       | 雁                   |
| 2010年4月27日 - 4月30日・5月4日 - 5月7日   | 夢野久作     | 少女地獄             |
| 2010年5月11日 - 5月14日・5月18日 - 5月21日 | 正岡子規     | 病牀六尺             |
| 2010年6月1日 - 6月4日・6月8日 - 6月11日    | 夏目漱石     | 道草                 |
| 2010年6月15日 - 6月18日・6月22日 - 6月25日 | 永井荷風     | 濹東綺譚             |
| 2010年6月29日 - 7月2日・7月6日 - 7月9日    | 林芙美子     | 下駄で歩いた巴里     |
| 2010年7月13日 - 7月16・7月20日 - 7月23日   | 堀辰雄       | 風立ちぬ             |
| 2010年7月27日                              | 田山花袋     | 蒲団                 |
| 2010年7月28日                              | 伊藤左千夫   | 野菊の墓             |
| 2010年7月29日                              | 太宰治       | 斜陽                 |
| 2010年7月30日                              | 小泉八雲     | お貞のはなし         |
| 2010年8月3日 - 8月6日・8月10日 - 8月13日   | 泉鏡花       | 高野聖               |
| 2010年8月17日 - 8月20日・8月23日 - 8月26日 | 樋口一葉     | にごりえ             |
| 2010年8月31日 - 9月3日・9月7日 - 9月10日   | 石川啄木     | 一握の砂             |
| 2010年9月14日 - 9月17日・9月21日 - 9月24日 | 芥川龍之介   | 地獄変               |

## 漫画単行本
- Jブンガク-マンガで読む-英語で味わう-日本の名作12編- 「Jブンガク」制作プロジェクト ISBN 9784887598898

## テーマソング
- 夜空のおりがみ - 2009年度
- Kaze-to-uwasa - 2010年度